# Волков, Дмитрий Николаевич
Во́лков Дми́трий Никола́евич (10 января 1982, Москва) — российский актёр и музыкант, композитор.

## Биография
В 2004 году окончил Высшее театральное училище имени Бориса Щукина (курс Евгения Князева).
С 2004 по 2012 — актёр театра «Ленком».
С 2004 по 2015 — сотрудничает с театром А.Р.Т.О.
С 2012 по 2015 — актёр в Театре мюзикла.
С 2015 года — педагог Театрального института имени Бориса Щукина по специальности «мастерство актёра».
В 2015 году женился на актрисе театра и кино Екатерине Новосёловой.
Дмитрий Волков также является музыкантом и композитором, специализируется на афро-кубинской и бразильской перкуссии.

## Семья
Родился 10 января 1982 года в Москве. Является продолжателем актёрской династии Волковых:
- дед — Волков Николай Николаевич (старший), сыгравший роль Старика Хоттабыча в одноимённом фильме;
- отец — Волков Николай Николаевич (младший), ведущий актёр Анатолия Эфроса;
- мать — Волкова Вера Викторовна, театровед по образованию, педагог МХК в московской школе;
- жена — Новосёлова Екатерина Олеговна.

## Фильмография
- 2006 — Национальное достояние — Александр Смирнов.
- 2008 — Одна ночь любви — Илья Урусов.
- 2008 — Другое лицо — Паша.
- 2011 — Борис Годунов[3] — Мисаил.
- 2012 — Хозяйка моей судьбы — Анри.

## Театральные роли
- 2004 — Филоктет[4] — Филоктет — театр «А. Р. Т. О.».
- 2004 — Лилли Венеда — святой Гвальберт — театр «А. Р. Т. О.».
- 2005 — Безумный день, или Женитьба Фигаро — Керубино — театра «Ленком».
- 2005 — Школа Шутов (вторая редакция) — Шут — театр «А. Р. Т. О.».
- 2006 — Тартюф — Валер — театра «Ленком».
- 2007 — Мистерия-Буфф — Поп — театр «А. Р. Т. О.».
- 2008 — Савва. Ignis sanat — Сперанский — театр «А. Р. Т. О.».
- 2008 — Шут Балакирев — Иван Балакирев — театра «Ленком».
- 2010 — "[бох]"[5] — Мальчик — театр «А. Р. Т. О.».
- 2011 — Времена не выбирают — Матвей Волков — Театр мюзикла.
- 2013 — КРЮОТЭ[6] — Горелый — театр «А. Р. Т. О.».
- 2014 — Рождество О. Генри[7] — Доктор — Московский театр имени А. С. Пушкина[8].

## Музыка к спектаклям
- 2004 — Филоктет — театр «А. Р. Т. О.».
- 2005 — Торги — Лаборатория Дмитрия Крымова.
- 2005 — Школа шутов (вторая редакция) — театр «А. Р. Т. О.».
- 2006 — Демон. Вид сверху — Лаборатория Дмитрия Крымова.
- 2007 — Ёжик в тумане — театр Вахтангова.
- 2007 — Балаганчик — Лаборатория Дмитрия Крымова.
- 2008 — Савва. Ignis sanat — театр «А. Р. Т. О.».
- 2011 — Буря[9]— Международный театральный фестиваль им. А.П. Чехова[10] в сотрудничестве с театром «Чик бай Джаул» (Лондон).
- 2011 — В Париже[11] — Драматический спектакль (на русском и французском языках) по рассказу И. Бунина. Совместная постановка Центра искусств Барышникова[12] (Baryshnikov Arts Center), Лаборатории Дмитрия Крымова, Фонда содействия развитию культуры «Русский век» и Korjaamo Theater.
- 2012 — Одесса 913 — театр Ермоловой.
- 2013 — Блэз — Арт-Партнер XXI.
- 2013 — Урашима — Театральный институт им. Щукина.
- 2015 — Анна в тропиках[13][14] — Электротеатр Станиславский.
- 2015 — Сеанс гипноза для семейной пары — Арт-Партнер XXI.

## Музыкальные коллективы
- «Ковер-Квартет»[15][16].
- «Simple Music»[17][18].
- «Enjoy Drumming»[19].
- «Open Channel Band».